# Crussol

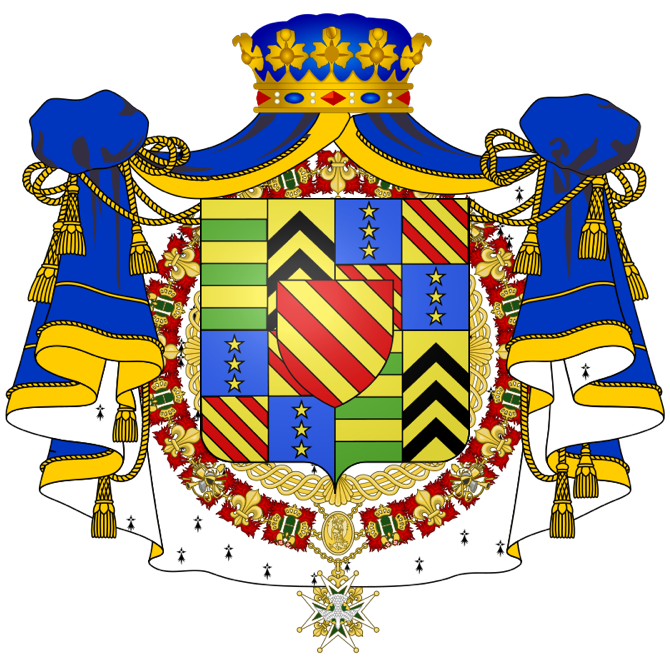
Wappen der Crussol, Herzöge von Uzès

Crussol ist eine Adelsfamilie aus dem Languedoc.

## Geschichte
Sie trug anfangs den Namen Bastel oder Bastet und nahm im 15. Jahrhundert den heutigen Namen an, nannte sich dabei nach der Burg Crussol im Vivarais bei Valence. Heute teilt sich die Familie in mehrere Linien auf:

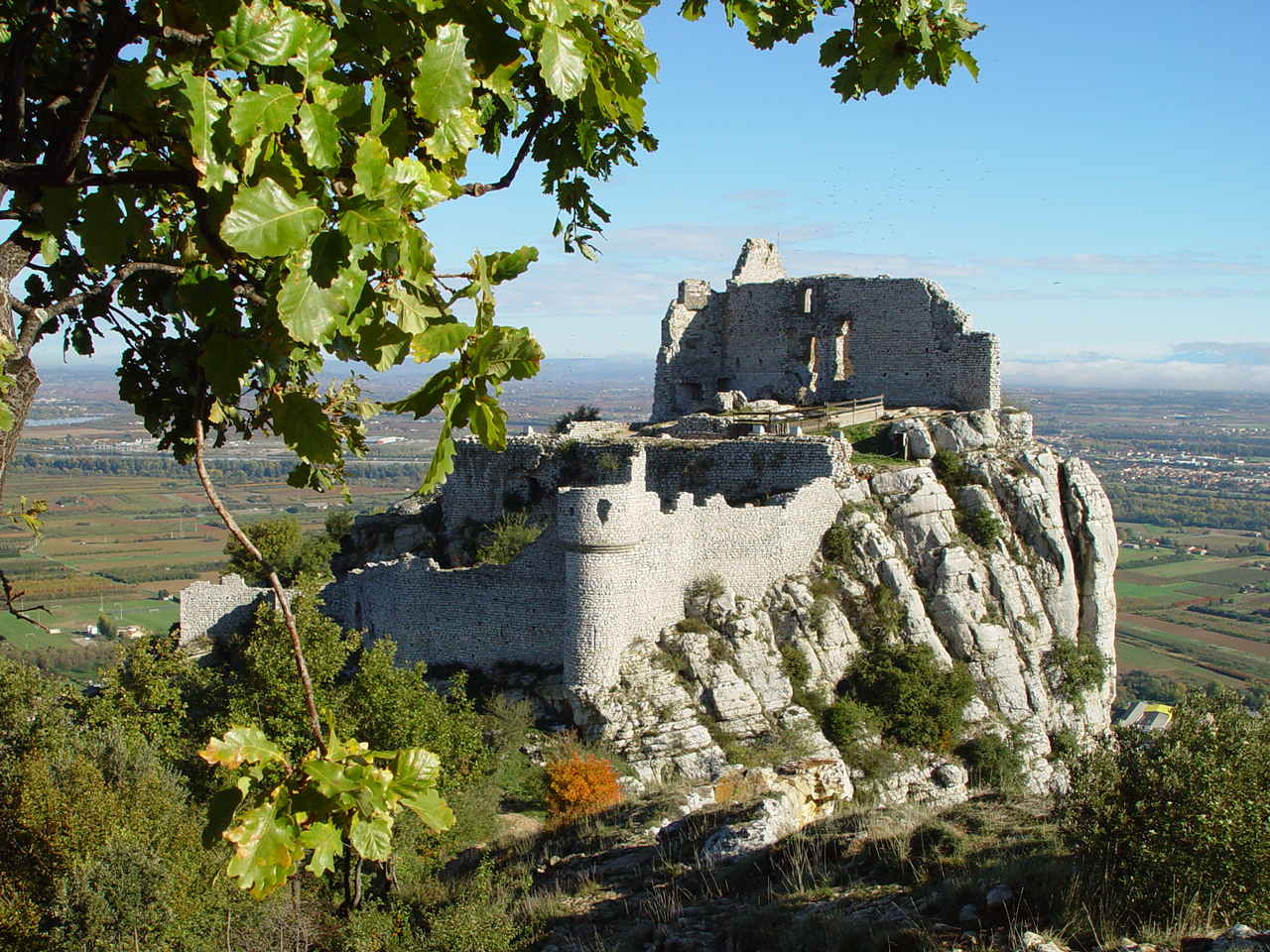
Die Burg Crussol

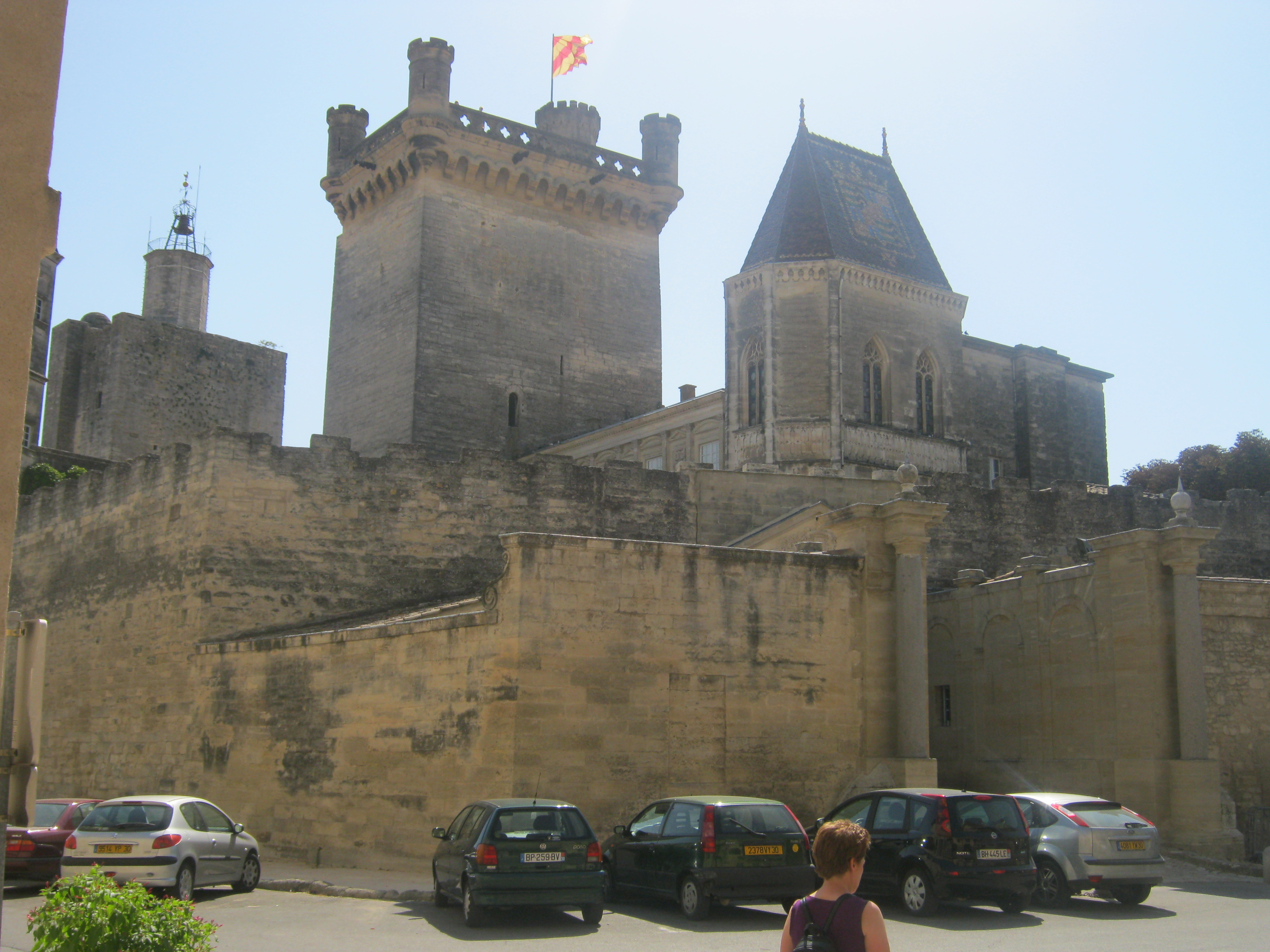
Herzogliches Schloss in Uzès

1. Die Barone von Crussol, später Vicomte und schließlich Herzöge von Uzès.
2. Die Marquis de Crussol et de Montausier
3. Die Marquis de Florensac
4. Die Comte d’Amboise et d’Aubijoux

Wappen bis 1486
Wappen 1486–1546
Wappen der Herzöge von Uzès seit 1565

## Stammliste (Auszug)

### Die Bastet
1. Géraud I. Bastet, 1232/64 bezeugt, Seigneur de Crussol, ⚭ I Laironne, ⚭ II Bérengère de Bordeaux
  1. Bastet Bastet, Seigneur de Crussol ; ⚭ Alix
    1. Ponce Bastet († 1273), Seigneur de Crussol, ⚭ Alix de Roussillon
      1. Géraud II. Bastet († nach 1321), Seigneur de Crussol, ⚭ Marguerite Payen
        1. Jean Bastet († vor 1338), Seigneur de Crussol, ⚭ Béatrix de Poitiers († 1343), Tochter von Guillaume I., Seigneur de Chanéac
          1. Géraud III. Bastet († nach 1350), Seigneur de Crussol et de Beaudiner
          2. Guillaume Bastet († vor 1386), Seigneur de Crussol et de Beaudiner, ⚭ Humberte, Tochter von Audibert de Châteauneuf
            1. Antoine Bastet, Baron de Crussol
            2. Géraud IV. Bastet († 1441), Baron de Crussol, ⚭ I Louise de Clermont, Tochter von Geoffroy II. Baron de Clermont-en-Viennois, Vicomte de Clermont-en-Trièves, ⚭ II Jeanne de Tournon, Tochter von Jacques, Comte de Tournon, ⚭ III Alix de Lastic, Dame de Collac, Tochter von Etienne, Seigneur de Lastic – Nachkommen siehe unten
            3. Louis († nach 1416), Seigneur de Saint-Marcel
            4. Luce
            5. Aynarde
            6. Anne
            7. Marguerite

          3. Brémond
          4. Émile, † 1360
          5. Luce, Äbtissin von Soyon

      2. Amédée

    2. Guyonnet, geistlich
    3. Guinis, Mönch
    4. Raymonde
    5. Amphélise

  2. Amphélise, ⚭ Arbert de Cornillan
  3. Almens, ⚭ Guillaume de Cornillan
  4. Aude, ⚭ Roger d'Anduze, Seigneur de la Voute
  5. Giraude, Nonne

### Bis zur Mitte des 17. Jahrhunderts
1. Géraud IV. Bastet († 1441), Baron de Crussol, ⚭ I Louise de Clermont, Tochter von Geoffroy II. Baron de Clermont-en-Viennois, Vicomte de Clermont-en-Trièves, ⚭ II Jeanne de Tournon, Tochter von Jacques, Comte de Tournon, ⚭ III Alix de Lastic, Dame de Collac, Tochter von Etienne, Seigneur de Lastic – Vorfahren siehe oben
  1. (III) Louis († 1473), Seigneur de Crussol et de Beaudiner, 1461 Grand Panetier de France, 1469 Grand maître de l’artillerie de France, ⚭ Jeanne de Lévis, Dame de Lévis et de Florensac, Tochter von Philippe II., Sire de Lévis et de Florensac (Haus Lévis)
    1. Jacques I († 1525), 1486 "de Crussol d’Uzès", Seigneur de Crussol, de Beaudiner, de Lévis, de Florensac, de Tholny et de Sézanne, ⚭ Simone Vicomtesse d’Uzès Tochter von Jean, Vicomte d'Uzès, Seigneur de Remoulins
      1. Madeleine, ⚭ Louis Mitte de Miolans, Seigneur de Chevrières
      2. Marie, ⚭ I Jean d'Ancezune, Seigneur de Condolet, ⚭ II Jean de Ponteves, Baron de Cotignac
      3. André († 1521), Vicomte d'Uzès, ⚭ Pétronille de Lévis-Ventadour, Tochter von Gilbert I, Comte de Ventadour (Haus Lévis)
      4. Jeanne, ⚭ Maffre de Voisins, Vicomte de Lautrec
      5. Anne, ⚭ Antoine, Baron de Cazillac
      6. Charles († 1546), Vicomte d'Uzès, Seigneur de Crussol, de Beaudiner, de Lévis et de Florensac, ⚭ Jeanne de Gourdon de Genouillac, Tochter von Jacques, Grand-Maître de l’Artillerie de France
        1. Antoine († 1573), 1565 Duc d'Uzès, Comte de Crussol, 1572 Pair de France, ⚭ Louise de Clermont († 1596), Comtesse de Tonnerre, Tochter von Bernardin de Clermont, Comte de Tallard, (Haus Clermont-Tonnerre)
        2. Jean (X 1563), Seigneur de Lévis,
        3. Jacques II. († 1584), Seigneur d’Acier, 1573 2. Duc d'Uzès, Comte de Crussol, Baron de Lévis, Pair de France, Gouverneur des Languedoc, ⚭ Françoise de Clermont, Tochter von Antoine III., Comte de Tallard-en-Viennois, (Haus Clermont-Tonnerre)
          1. Louise († nach 1611), ⚭ Anne de La Jugie, Comte d'Azille
          2. Marie († 1615), ⚭ Christophe de Chabannes, Marquis de Curton, (Haus Chabannes)
          3. Diane († nach 1657), ⚭ Jean Vincent Cadart d’Ancezune Seigneur de Caderousse
          4. Elisabeth, ⚭ Jean-Louis de Lostanges, Seigneur de Sainte-Alvère
          5. Emmanuel I. († 1657), 1584 3. Duc d'Uzès, Prince de Soyon, Comte de Crussol, Baron de Lévis et de Florensac, Pair de France, ⚭ I Claude d’Ebrard, Dame de Saint-Sulpice, Tochter von Bertrand d'Ebrard, Seigneur de Saint-Sulpice, ⚭ II Marguerite de Flaghéac, Tochter von Pierre, Baron de Flaghéac – Nachkommen siehe unten

        4. Charles (X 1563)
        5. Louis (X nach 1592)
        6. Galliot († 1572), Seigneur de Beaudiner, ⚭ Françoise Tochter von Joachim de La Bretonniere, genannt de Warty, Vicomte de Cornelles
          1. Marguerite († 1592)

        7. Marie († 1606), ⚭ I François de Cardaillac Seigneur de Peyre († 1572), ⚭ II Guy de Combret, Seigneur de Broquières

      7. Jeanne, ⚭ Théodel de Marzé, Seigneur de Marzé

    2. Louise, ⚭ François I. († 1517), Comte de La Rochefoucauld, Prince de Marcillac, (Haus La Rochefoucauld)
    3. François de Crussol († vor 1512), Vicomte d'Arques, Seigneur de Beaudiner, de Laleu et du Plomb, ⚭ Péronne, Dame de Magnac, Tochter von Foucauld de Salignac
      1. François de Crussol, Seigneur de Beaudiner

  2. Charles, Seigneur de Beaudiner
  3. Géraud, † 1472, 1466 Erzbischof von Tours, 1468 Lateinischer Patriarch von Antiochien, 1468 Bischof von Valence und Die
  4. Jeanne, † nach 1437
  5. Antoinette, † nach 1437
  6. Catherine, † nach 1468, Äbtissin von Belle-Colombes (Bellecombe-en-Vivarais)
  7. Louise, ⚭ Pierre Guérin, Seigneur de Tournelles-en-Gévaudan
  8. Galienne, † nach 1437
  9. Gabrielle, † nach 1437

### Bis zum 19. Jahrhundert
1. Emmanuel I. († 1657), Duc d'Uzès, Prince de Soyon, Comte de Crussol, Baron de Lévis et de Florensac, Pair de France, ⚭ I Claude d’Ebrard, Dame de Saint-Sulpice, Tochter von Bertrand d'Ebrard, Seigneur de Saint-Sulpice, ⚭ II Marguerite de Flaghéac, Tochter von Pierre, Seigneur de Flaghéac – Vorfahren siehe oben
  1. (I) François († 1680), 1657 4. Duc d'Uzès, Pair de France, Prince de Soyon, Comte de Crussol, Comte d’Apchier, Baron de Lévis et de Florensac, Seigneur d’Acier et de Cadenat, Vicomte de Vazeilles etc. ;⚭ I Louise Henriette de La Châtre, Dame de La Maisonfort, Tochter von Louis de La Châtre, Marschall von Frankreich, (Haus La Châtre), ⚭ II Marguerite d’Apchier, Comtesse d'Apchier, Tochter von Christophe, Comte d'Apchier († 1708)
    1. (II) Emmanuel II. († 1692), 1674 5. Duc d'Uzès, Comte de Crussol, d'Apchier, de Saint-Chély, de Saint-Sulpice et de Soyon, Marquis de Florensac, de Cuisieux et de Rambouillet, Baron de Lévis, de Bellegarde, de Remoulins, d'Aimargues, de Saint-Geniez, d'Acier et de Cadenat, Pair de France, ⚭ Marie Julie de Saint-Maure, Erbtochter von Charles de Sainte-Maure, Duc de Montausier († 1695)
      1. Louis (X 1693), 1692 6. Duc d'Uzès, Pair de France
      2. Julie Françoise († 1742), ⚭ Louis Antoine de Pardaillan de Gondrin, Duc d'Antin (Haus Pardaillan)
      3. Thérèse-Marguerite († 1672)
      4. Louise-Catherine († 1694), ⚭ Louis François Marie Le Tellier, Marquis de Barbezieux († 1701) (Le Tellier de Louvois)
      5. Jean-Charles († 1739), 1693–1720 7. Duc d'Uzès, Pair de France, ⚭ I Anne, Princesse Grimaldi, Tochter von Louis I., Prince de Monaco († 1700), ⚭ II Anne-Marie Marguerite de Bullion de Fervaques, Tochter von Charles de Bullion, Marquis de Fervaques aus der Familie Bullion
        1. (I) Marguerite
        2. (I) Anne Charlotte († 1706)
        3. (II) Charles-Emmanuel († 1762), 1720/55 8. Duc d'Uzès, Pair de France, ⚭ I Emilie de La Rochefoucauld, Tochter von François VIII. de La Rochefoucauld († 1753), (Haus La Rochefoucauld), ⚭ II Marie-Gabrielle Marguerite de Gueydon, Tochter von Henri de Gueydon
          1. (I) François Emmanuel († 1802), 1755 9. Duc d'Uzès, Pair de France, 1780 Generalleutnant, ⚭ Madeleine Julie Victoire de Pardaillan de Gondrin, Tochter von Louis de Pardaillan de Gondrin, Duc d’Antin (Haus Pardaillan)
            1. Marie François Emmanuel († 1843), 10. Duc d'Uzès, Pair de France, 1817 Duc-Pair ; ⚭ Amable Emilie de Châtillon, Tochter von Louis Gaucher, 2. Duc de Châtillon († 1840), (Haus Châtillon) – Nachkommen siehe unten
            2. Marie Charlotte, ⚭ Achille Joseph Robert de Lignerac, Marquis de Caylus

          2. (I) Charles Emmanuel († 1743)
          3. (I) Emilie († 1791), ⚭ Louis Marie Bretagne Dominique de Rohan-Chabot, 4. Duc de Rohan († 1791)

        4. (II) Anne Marie († 1708)
        5. (II) Anne Louise Hortense († 1709), (Zwilling)
        6. (II) Anne Marie Antoinette († 1710), (Zwilling)
        7. (II) Louis Emmanuel († 1743), Comte d’Apchier
        8. (II) François Alexandre († 1714), genannt "le Marquis d’Apchier"
        9. (II) Anne Julie Françoise, ⚭ Louis César de La Baume Le Blanc, Duc de Vaujour, später Duc de La Vallière († 1780)
        10. (II) Anne Charlotte Emmanuelle († 1718)

      6. Louis († 1694), geistlich
      7. François, Comte d'Uzès et de Montausier. 1718 Generalleutnant, ⚭ I Madeleine Charlotte Pasquier de Franclieu de Bergeries, Tochter von François Michel Pasquier de Franclieu († 1713), ⚭ II Marie Anne Françoise Commeau, Tochter von François Commeau
        1. (I) Louis François Charles († 1769), genannt "le Marquis de Montausier"
          1. Anne Marie André Marquis de Montausier ; ⚭ Henriette Louise Le Fèvre d’Ormesson, Tochter von Marie François de Paule Le Fèvre d’Ormesson Marquis d’Ambeil
          2. François Joseph Emmanuel († 1789) 1768 Bischof von La Rochelle
          3. Emmanuel Victor
          4. Pierre Marie
          5. Marie ; ⚭ Joseph Durcy Marquis du Terrail († 1770)

        2. (I) François Emmanuel († 1761), genannt "le Marquis de Crussol", Comte de Salles
        3. (I) Charles-Hyacinthe († 1743), Malteserordensritter

      8. Félix-Louis d'Aymargues († 1712), Abbé de Lézat

    2. (II) Charles Emmanuel († 1665), Abt
    3. (II) Anne Louise († 1718), Nonne
    4. (II) Marguerite († 1680), Nonne
    5. (II) Susanne, Äbtissin von Hierres (Yerres)
    6. (II) Marie Rose († 1723), ⚭ I François de Porcellets, Comte de Laudun, ⚭ II Gabriel Charles, Marquis de Murviel
    7. (II) Louis († 1716), Marquis de Florensac, ⚭ Marie-Louise Thérèse de Senneterre du Saint-Nectaire, Tochter von Henri, Marquis de Châteauneuf († 1705)
      1. François Emmanuel († 1719), Marquis de Crussol, Comte de Lestrange et de Leuilly, Baron de Privas, ⚭ Marguerite Colbert de Villacerf, Tochter von Pierre, Marquis de Villacerf, (Haus Colbert)
        1. Pierre Emmanuel († 1758) Marquis de Crussol et de Florensac ; ⚭ Marguerite Charlotte Fleuriau de Morville, Tochter von Charles-Jean-Baptiste Fleuriau de Morville
          1. Emmanuel Henri Charles († 1818) genannt "le Baron de Crussol" ; ⚭ Bonne Marie Gabrielle Joséphine Bernard de Boullainvillers, Tochter von Anne Gabriel de Boulainvilliers, Marquis de Boullainvilliers
          2. Alexandre Charles Emmanuel de Crussol-Florensac († 1815), genannt "le Bailli de Crussol"
          3. Louise Henriette Philippine Marie Adélaide Pierrette Emmanuelle

        2. Marie Anne

      2. Anne-Charlotte, ⚭ Armand Louis de Vignerot du Plessis-Richelieu, Duc d'Aiguillon († 1750)

  2. (I) Louis († 1674), Abt von Figeac und Conques, später Marquis de Crussol, ⚭ Charlotte de Vernon († 1699), Tochter von Louis de Vernon, Seigneur de La Rivière
    1. Emmanuel Charles (X 1674), Marquis de Crussol

  3. (I) Anne Gaston († 1635)
  4. (I) Louise ⚭ I Antoine Hercule de Budos, Marquis de Portes († 1629), ⚭ II Charles de Rouvroy, Marquis de Saint-Simon († 1690)
  5. (II) Armand († 1663), Comte de Crussol, Marquis de Cuisieux, ⚭ Isabelle de Veirac de Paulian, Dame Cuisieux, Tochter von Jean de Veirac, Seigneur de Paulian
    1. François, Marquis de Cuisieux, ⚭ Radegonde de Mauroy, Tochter von Séraphin de Mauroy, Seigneur de Germigny.

  6. (I) Jacques Christophe († 1680), Marquis de Saint-Sulpice, ⚭ Louise d’Amboise, Tochter von François d’Amboise, Comte d'Aubijoux, (Haus Amboise)
    1. François Jacques († 1673) ; ⚭ NN de Randan, Tochter von Jacques de Randan
    2. François († 1712), Abt von Saint-Sulpice
    3. Louis, Comte d’Amboise
    4. Georges, † 1691, Seigneur de Montmaur
    5. Anne-Henriette, † 1683, ⚭ Jean François de Bessuejols, Seigneur de Roquelaure-en-Rouergue
    6. Emmanuel Charles († 1694), Marquis de Saint-Sulpice, ⚭ Charlotte Ciron († 1726), Tochter von Jean-Baptiste Ciron
      1. François Jacques († 1692), genannt "le Marquis de Crussol"
      2. Étienne (X 1702), Marquis de Saint-Sulpice
      3. Philippe-Emmanuel, Malteserordensritter, dann Marquis de Saint-Sulpice, ⚭ Marie Louise Antoinette d’Estaing, Tochter von François, Comte d'Estaing.
        1. "Sohn" († 1737), Marquis de Crussol
        2. Charles Emmanuel († nach 1744), Marquis de Saint-Sulpice
        3. François Joseph Emmanuel, genannt "l’Abbé de Crussol"
        4. Marie Louise Victoire , ⚭ Henri Charles, Marquis de Saint-Nectaire
        5. Henriette Madeleine Julie Josèphe († 1775) ; ⚭ Henri François de Carrion de Nisas, Marquis de Murviel

      4. Diane-Marie († 1707), ⚭ Joseph Gaspar de Covet Marquis de Marignane

    7. Alexandre-Galliot († 1703), Comte d'Amboise, Seigneur de Montmaur, de Velan et de Valmaison, ⚭ I Marie Magdeleine de Nozières, Dame de Velan, Tochter von Charles, Seigneur de Montal, ⚭ II Charlotte Gabrielle de Timbrune de Valence, Tochter von Jean Emmanhel de Timbrune, Marquis de Valence
      1. (II) Jean-Emmanuel († 1735), Comte d'Amboise et d’Aubijoux ⚭ Anne Marthe Louise Maboul de Fiors, Tochter von Louis Maboul, Marquis de Fiors
        1. Anne Emmanuel François Georges, genannt "le Marquis de Crussol", ⚭ Claude Louise Angélique Bersin, Tochter von Jean-Baptiste Bersin
          1. Louis Emmanuel († 1751)

      2. François, 1735 Bischof von Blois, 1753/56 Erzbischof von Toulouse

  7. (II) Alexandre Galliot († 1680), Marquis de Montsales, ⚭ Rose des Cars de Montal († 1696), Dame de Caubon, de Talcane, de Saint-Géraud et de Castelnau, Tochter von Jacques II., Marquis de Merville
    1. Emmanuel († 1713), Marquis de Montsales, ⚭ Marie-Madeleine Fouquet († 1720), Dame de Keraoul, Tochter von Nicolas Fouquet, Vicomte de Vaux, Marquis de Belle-Isle
      1. Louis Alexandre († 1740), Marquis de Montsales, ⚭ Victoire Jeanne de La Tour du Pin, Tochter von Charles Barthélémy de La Tour, Marquis de Gouvernet
      2. Marie-Madeleine, ⚭ Thomas Marquis des Cars

    2. Louis († 1712), Marquis de Crussol, ⚭ Judith d’Aumale, Tochter von Louis d'Aumale, Seigneur de Perthe
    3. Marie-Félice († nach 1711), ⚭ I François Auguste de Pontac, Seigneur de Salles, de Montbrion (siehe Château Haut-Brion), de Cessac et de Podensac, ⚭ II Louis de Pardaillan, Comte de Gondrin, de Cère et de Beaumont-Roquefort, Marquis de Savignac (Haus Pardaillan)

### Ab dem 19. Jahrhundert
1. Marie François Emmanuel († 1843), 10. Duc d'Uzès, Pair de France, 1817 Duc-Pair ; ⚭ Amable Emilie de Châtillon, Tochter von Louis Gaucher, 2. Duc de Châtillon († 1840), (Haus Châtillon) – Vorfahren siehe oben
  1. Adrien-François Emmanuel († 1837) genannt "le Duc de Crussol", ⚭ Catherine Victurnienne de Rochechouart de Mortemart, Tochter von Victurnien Jean-Baptiste de Rochechouart, Duc de Mortemart, (Haus Rochechouart)
    1. Armand Géraud Victurnien Jacques Emmanuel († 1872), 1843 11. Duc d'Uzès, ⚭ Françoise Elisabeth Antoinette de Talhouët († 1863), Tochter von Auguste, Comte de Talhouët
      1. Amable Antoine Jacques Emmanuel († 1878), 1842 12. Duc d'Uzès, ⚭ Marie Adrienne Anne Victurnienne Clémentine de Rochechouart de Mortemart, Tochter von Comte Louis († 1933), (Haus Rochechouart)
        1. Jacques Marie Géraud († 1893), 1878 13. Duc d’Uzès
        2. Simone Louise Laure († 1946) ; ⚭ Charles Marie Sosthène d’Albert, 10. Duc de Luynes (Haus Albert)
        3. Louis Emmanuel († 1943), 1893 14. Duc d’Uzès, ⚭ I Marie Thérèse Henriette Augustine Sophie d’Albert, Tochter von Paul d’Albert de Luynes, 5. Duc de Chaulnes et de Picquigny (Haus Albert), ⚭ II Joséphine Angéla
          1. (I) Anne Sophie Emmanuelle, ⚭ Gaston Comte de La Rochefoucauld († 1930)
          2. Géraud François Paul Marie († 1929), genannt "le Duc de Crussol", ⚭ Evelyne Gordon († 1947), Tochter von John Gordon
            1. Emmanuel Jacques Géraud Marie, 1943 15. Duc d'Uzès, ⚭ I Nathalie Brown, ⚭ II Margaret Bedford († 1977), Witwe von Charles, Prinz und Herzog von Arenberg, Tochter von Frederick Henry Bedford
              1. (I) Nathalie (* 1947)

          3. Emmanuel Simon André Marie († 1952), Marquis de Crussol d’Uzès, ⚭ Marie Louise Béziers, Tochter von Pierre Béziers
            1. Louis Frédéric Emmanuel Marie Jean (1925–2001), Marquis de Crussol, 1999 16. Duc d'Uzès, ⚭ Elisabeth de Belleville, Tochter von Eric Marquis de Belleville
              1. Yolande (* 1956)
              2. Jacques Emmanuel Eric Raymond Marie, 17. Duc d'Uzès (* 1957), ⚭ Alessandra Passerin d'Entreve et Courmayeur

        4. Mathilde Renée († 1908), ⚭ François de Cossé, 11. Duc de Brissac († 1944) (Cossé-Brissac)

      2. Jacques Frédéric († 1859)
      3. Laure Françoise Victorine († 1897) ; ⚭ Léopold Comte d’Hunolstein
      4. Elisabeth Olive Emmanuelle († 1877) ; ⚭ Louis Marie Hector de Galard Marquis de l’Isle-Bozon

    2. Victurnienne Anastasie Victorie († 1837) ⚭ Olivier Henri Charles Roger du Bouchet de Sourches, Duc de Tourzel, † 1845

  2. Alexandrine Clémentine Zoé Emmanuelle Timarette († 1866), ⚭ Bonabes Louis Victurnien Alexis Marquis de Rougé, Pair von Frankreich († 1839)